# (5744) Yorimasa
(5744) Yorimasa ist ein Asteroid des Hauptgürtels, der am 14. Dezember 1990 von den japanischen Astronomen Akira Natori und Takeshi Urata an der JCPM Yakiimo Station (IAU-Code 885) in Shimizu in der Präfektur Shizuoka entdeckt wurde.
Der Asteroid wurde nach dem japanischen Armeeführer und Dichter der späten Heian-Zeit, Minamoto no Yorimasa (1106–1180) benannt.